# Феноменологічна модель об'єкту

Приклад — феноменологічна схема латексної флокуляції тонкодисперсного вугілля.

Приклад — феноменологічна схема свердловинного видобування
вуглеводневого флюїду.

Феноменологі́чна моде́ль об'єкту — схема, яка відображає послідовність та взаємозв'язок всіх елементарних фізичних та хімічних процесів (субпроцесів), які мають місце у об'єкті моделювання (наприклад, технологічному процесі). Вихідні величини кожного попереднього субпроцесу є вхідними для наступного. Вихідні величини останнього субпроцесу є вихідними величинами технологічного процесу в цілому.
Математичний опис технологічного процесу, його модель — це послідовність описів і моделей всіх субпроцесів.
Феноменологічний метод актино застосовується при вивченні технологічних процесів переробки гірничої сировини, зокрема в останнє десятиліття XX ст. — у галузі збагачення корисних копалин (флотація, флокуляція, селективна аґреґація, агломерація, знесолення вугілля, флотація залізних руд, згущення шламів у радіальних згущувачах тощо). Зокрема, феноменологічний метод та класичний метод гіпотез запропоновано і успішно застосовано для розробки теорії процесу селективної масляної агрегації вугілля у 1990-2000-х роках В. С. Білецьким. Цей метод дослідження технологічних процесів набув поширення і успішно застосований в дослідженні масляної грануляції вугілля (В. С. Білецький, Ю. Л. Папушин), селективної флокуляції (П. В. Сергєєв, В. І. Залевський), збагачення вугілля по солі (Абделькрім Кхелуфі), дослідженні згущення рудних пульп і автоматизації цього процесу (Л. В. Шпильовий) та ін.